# Italiaanse populier
De Italiaanse populier (Populus nigra 'Italica', synoniem: Populus nigra var. italica) is een cultivar uit de wilgenfamilie (Salicaceae).

## Verspreiding
De Italiaanse populier komt uit Lombardije (Noord-Italië) en ontleent hieraan zijn naam. De eigenlijke oorsprong wordt in het westen van het huidige Iran vermoed. De cultivar is vanaf de 19e eeuw over Europa verspreid en is een selectie van de ook in Nederland en België in het wild voorkomende zwarte populier (Populus nigra). Evenals de zwarte populier groeit de Italiaanse populier het best op vochthoudende leemachtige grond met liefst een beetje kalk.

## Beschrijving
De Italiaanse populier vormt het archetype van wat de meeste mensen een populier noemen; een hoge tot zeer hoge (20-30 m) smal opgaande boom (maximaal 5 m breed), die vaak wordt toegepast in windsingels en andere landschappelijke beplantingen (de zwarte populier wordt veel breder en heeft de bekende boomvorm).
De Italiaanse populier vormt een smalle zuilvorm die later aan de onderkant wat breder kan worden. De boom heeft een rechte stam met veel knobbels en vergroeiingen en steil opgaande takken waaraan driehoekige tot ruitvormige bladeren zitten. Het blad loopt bronsgroen uit en wordt egaal lichtgroen in de zomermaanden. In de herfst kleurt de boom goudgeel.
De Italiaanse populier is een mannelijke selectie, wat wil zeggen dat er alleen mannelijke katjes aan de boom verschijnen.

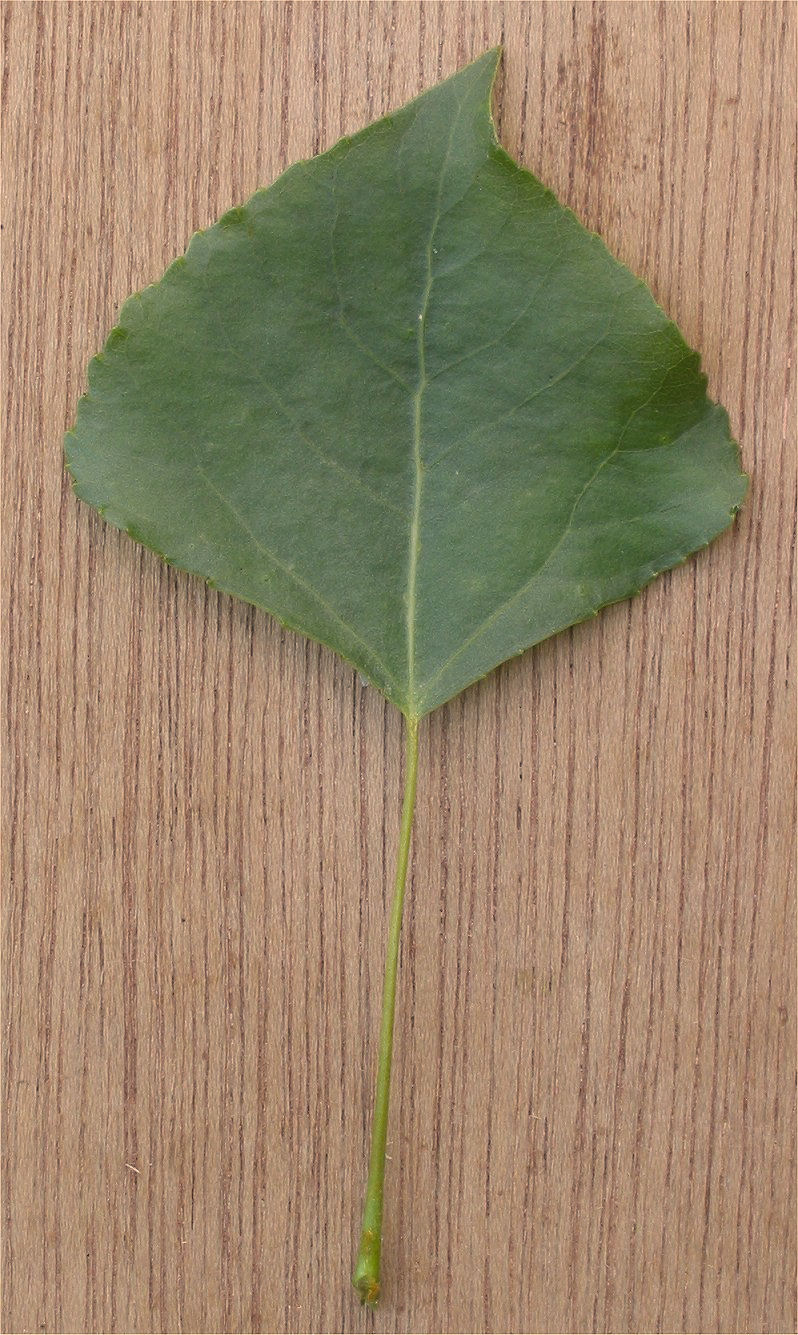
ruitvormig blad
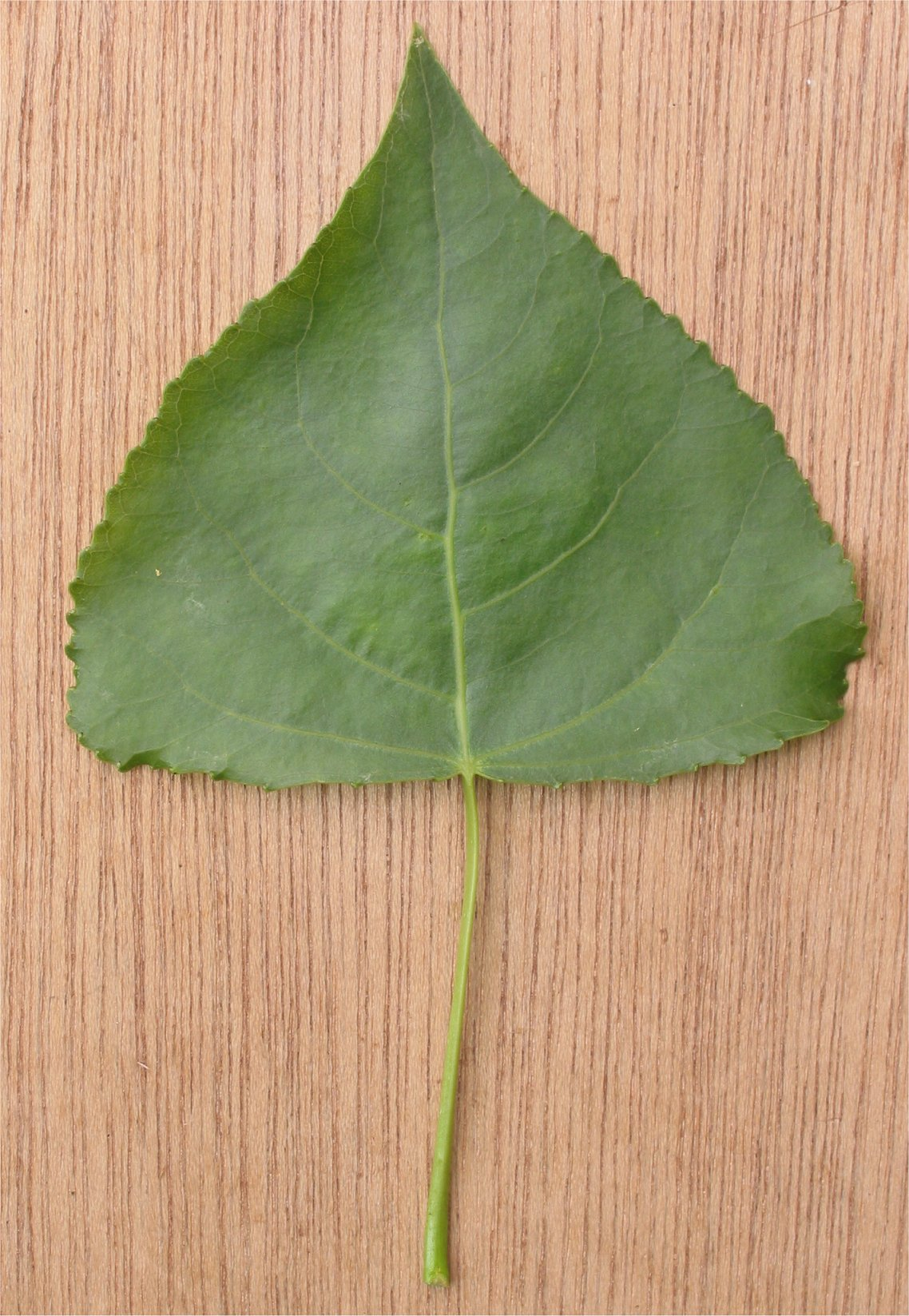
driehoekig blad

## Gebruik in landelijke en stedelijke omgeving
De boom wordt door zijn grootte voornamelijk gebruikt voor landschappelijke beplantingen, parken, plantsoenen en windsingels. De boom is niet geschikt voor weg- en laanbeplanting omdat hij veel last heeft van takbreuk. Wel is de boom als geheel goed windbestendig. Voor tuinen wordt eerder de zuilvormige selectie van de ratelpopulier (Populus tremula 'Erecta') aangeraden.
... ·  
P. ×acuminata · 
P. adenopoda · 
P. afghanica · 
P. alba (Witte abeel) · 
P. angustifolia (Smalbladige populier) · 
P. balsamifera (Ontariopopulier) · 
P. ×berolinensis (Siberische balsempopulier) · 
P. ×canadensis (Canadapopulier) · 
P. candicans · 
P. ×canescens (Grauwe abeel) · 
P. cathayana · 
P. davidiana · 
P. deltoides (Amerikaanse populier) · 
P. euphratica · 
P. fremontii · 
P.  grandidentata (Grofgetande populier) · 
P. guzmanantlensis ·  
P. heterophylla (Hartbladige populier) · 
P. ilicifolia · 
P. ×interamericana (Zwarte balsemhybride) · 
P. ×jackii · 
P. koreana · 
P.  lasiocarpa (Ruwe populier) · 
P. laurifolia (Laurierpopulier) · 
P. maximowiczii (Koreaanse balsempopulier) · 
P. mexicana · 
P. nigra (Zwarte populier) · 
P. nigra var. italica (Italiaanse populier) · 
P. rotundifolia · 
P. sieboldii · 
P. simonii (Chinese balsempopulier) · 
P. suaveolens · 
P. szechuanica · 
P. ×tomentosa ·  
P. tremula (Ratelpopulier) · 
P. tremuloides (Amerikaanse ratelpopulier) · 
P. trichocarpa (Zwarte balsempopulier) · 
P. tristis · 
P. wilsonii (Wilsonpopulier) · 
P. yunnanensis · 
...